# Lac Cocomenhani
Le lac Cocomenhani est un plan d'eau douce du versant sud de la rivière Rupert, traversé par la rivière De Maurès, dans Eeyou Istchee Baie-James (municipalité), dans la région administrative du Nord-du-Québec, dans la province de Québec, au Canada.
La foresterie constitue la principale activité économique du secteur ; les activités récréotouristiques en second. Les zones environnantes sont propices à la chasse et à la pêche.
Le bassin versant du lac Cocomenhani est desservi par quelques routes forestières pour la foresterie et les activités récréotouristiques.

## Géographie
Les principaux bassins versants voisins du lac Cocomenhani sont :
- côté nord : rivière Natastan, rivière Rupert ;
- côté est : lac Canotaicane, lac Boisfort, lac Miskittenau, rivière Natastan, baie Radisson, lac Mistassini, lac Albanel ;
- côté sud : lac de la Passe, lac de l'Hirondelle, lac Canotaicane, lac Montmort, lac Avranches, lac Robineau, lac Troilus, rivière Broadback ;
- côté ouest : rivière Natastan, lac La Bardelière, lac Mesgouez.

Situé à l'ouest du lac Mistassini et de nature difforme, le lac Cocomenhani comporte une superficie de 56,01 km2. Ce lac comporte une longueur de 29,2 km en formant de grand U ouvert vers le nord, une largeur maximale de 3,4 km et une altitude de 329 m.
Le lac Cocomenhani comporte 110 îles, de nombreuses baies et presqu'îles. Les principales caractéristiques de ce lac sont (sens horaire à partir de l'embouchure située au nord-est) :
Partie nord-est du lac (segment de 6,7 km)
- une baie s'étirant sur 3,2 km vers du nord-est ;
- une baie s'étirant sur 1,6 km vers le nord-ouest, ayant une largeur de 1,0 km à son entrée ;
- une île (longueur : 1,1 km barrant l'entrée de baies secondaires sur la rive est ;
- un détroit d'une longueur de 3,6 km (sens nord-sud) reliant les parties Nord-Est et Sud-Est du lac ;

Partie sud-est du lac (segment de 5,1 km)
- décharge (venant du sud) du lac de l'Hirondelle ;
- une presqu'île rattachée à la rive est s'étirant vers l'ouest sur 0,9 km formant la sortie du détroit ;
- un plan d'eau ressemblant à un rectangle aux coins arrondis et s'étirant sur 3,7 km ; ce plan d'eau comporte quatre petites baies sur la rive sud-ouest ;
- un détroit de 0,6 km reliant la partie sud-est et la partie sud-ouest du lac ;

Partie sud-ouest du lac (segment de 5,1 km)
- une presqu'île s'étirant vers l'ouest sur 1,5 km, formant la rive est d'un détroit de 3,5 km (sens nord-sud) dont le courant provient de la décharge du lac Montmort et du lac de la Passe (venant du sud-ouest), ainsi que de la décharge (venant du sud) d'un lac non identifié ;
- un détroit de 1,8 km orienté vers le nord-ouest comportant deux petites baies ;
- un plan d'eau difforme d'une longueur de 4,0 km comportant trois grandes îles, recevant du nord-est la décharge de cinq lacs, une baie s'étirant sur de km vers le sud recevant la décharge d'un lac non identifié et une presqu'île s'étirant sur 1,8 km vers le sud délimitant la partie Ouest de ce plan d'eau secondaire ;

Partie nord-ouest du lac (segment de 11,7 km)
- une baie étroite s'étirant sur 1,2 km vers le sud ;
- la décharge (venant de l'ouest) de quelques lacs non identifiés ;
- une presqu'île rattachée à la rive nord  s'étirant sur 1,7 km vers le Sud, délimitant la rive est de cette partie du lac ;
- une baie s'étirant sur 3,2 km vers l'est ;

L'embouchure du lac Cocomenhani est localisée au fond d'une baie au nord-est du lac, où se situe un petit archipel, soit à :
- 73,9 km à l'ouest d'une baie du lac Mistassini ;
- 2,4 km au nord-ouest d'un sommet de montagne de 427 m ;
- 6,1 km à l'est d'un sommet de montagne de 458 m ;
- 4,4 km au sud-est de l'embouchure de la décharge du lac Cocomenhani (confluence avec la rivière Natastan) ;
- 44,8 km au sud-est de l'embouchure du lac Mesgouez (lequel est traversé par la rivière Rupert) ;
- 157,6 km au nord du centre-ville de Chibougamau ;
- 287 km au nord-est de la confluence de la rivière Rupert et de la baie de Rupert[1].

À partir de l'embouchure du lac Cocomenhani, la décharge coule sur 6,8 km vers le nord, puis vers le nord-ouest jusqu'à la rivière Natastan, soit face à l'Île de l'ouest. De là, le courant de la rivière Natastan coule vers le sud-ouest, en parallèle (du côté Sud) au lac La Bardelière, jusqu'à l'embouchure de la rivière située au sud-ouest de ce dernier lac. Puis le courant suit le cours de la rivière Rupert notamment en traversant le lac Mesgouez, en se dirigeant vers l'ouest jusqu'à la Baie James.

## Toponymie
Le toponyme lac de Cocomenhani a été officialisé le 5 décembre 1968 par la Commission de toponymie du Québec, soit à la création de la commission.